# Haakmos
Haakmos (Rhytidiadelphus) is een geslacht van mossen uit de klasse Bryopsida (bladmossen). Het is een algemeen voorkomend geslacht dat vooral in het noordelijk halfrond voorkomt.
In België en Nederland wordt het geslacht vertegenwoordigd door drie soorten.

## Naamgeving enetymologie
- Synoniem: Hylocomium subg. Rhytidiadelphus Limpricht

De botanische naam Rhytidiadelphus is afgeleid van Rhytidium, een mossengeslacht, en het Oudgriekse ἀδελφός, adelphos (broer), wat een relatie tussen beide geslachten impliceert.

## Kenmerken

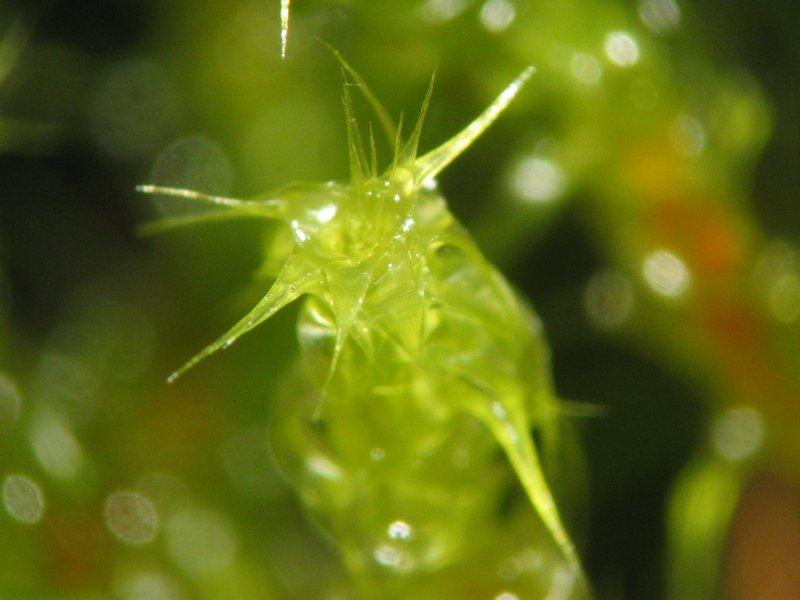
Gewoon haakmos (R. squarrosus), detail stengelblaadjes

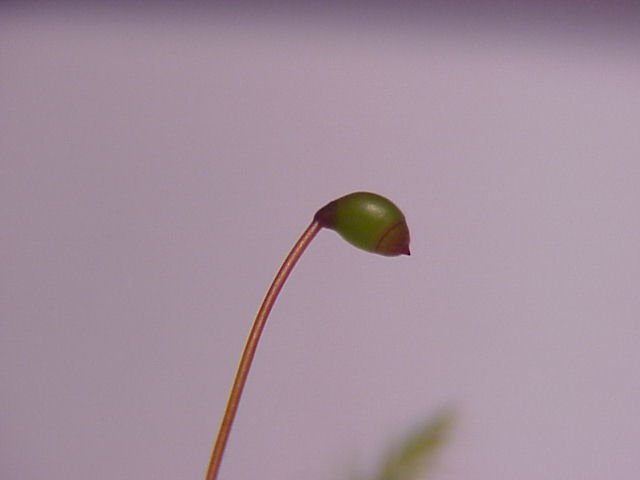
Riempjesmos (R. loreus), detail sporogoon

Haakmossen zijn overwegend grote en stevige, mattenvormende slaapmossen met liggende of staande, onregelmatig of geveerd vertakte stengels. De stengels en takken dragen vlakke tot geplooide of teruggebogen, breed-ovale, driehoekige of lancetvormige blaadjes, die aan de top scherp toegespitst zijn. Een centrale nerf ontbreekt, maar er is steeds een dubbele nerf die tot voorbij de helft van het blad kan reiken. De takblaadjes zijn meestal kleiner en smaller en versmallen zich abrupter.
De sporofyt bestaat uit een horizontaal geplaatst sporenkapsel of sporogoon op een lange steel of seta. De sporen worden verspreid via een ringvormige, met twee rijen tanden bezette opening, het peristoom, die bij onrijpe kapsels afgesloten wordt door een kegelvormig operculum.

## Habitat en verspreiding
Haakmossen zijn terrestrische of epifytische planten uit gematigde en arctische streken van het noordelijk halfrond.

## Soortenlijst
Het geslacht Rhytidiadelphus omvat naargelang de bron 5 of 6 soorten:
- Rhytidiadelphus japonicus (Reimers) T. J. Koponen (1971)
- Rhytidiadelphus loreus (Hedw.) Warnst. (1906) (Riempjesmos)
- Rhytidiadelphus printzii Kaalaas (1919)
- Rhytidiadelphus squarrosus (Hedw.) Warnst. (1906) (Gewoon haakmos)
- Rhytidiadelphus subpinnatus (Lindberg) T. J. Koponen (1971)
- Rhytidiadelphus triquetrus (Hedw.) Warnst. (1906) (Pluimstaartmos)

... · R. loreus (riempjesmos) · R. squarrosus (gewoon haakmos) · R. triquetrus (pluimstaartmos) · ...